# Foton Motor
Beiqi Foton Motor Co., Ltd. (en chino: 北汽福田汽车股份有限公司, pinyin: Beiqi Futian Qìchē Gǔfèn Yǒuxiàn Gōngsī), (SSE: 600166), a menudo abreviado como Foton, Foton Motor o BFC, es una empresa china fabricante de autobuses, camiones y maquinaria agrícola y de construcción, además de partes y motores que se ha consolidado como el cuarto productor de vehículos a motor de la nación oriental.

## Historia
Fue creada el 28 de agosto de 1996. Este grupo automotor chino, que es filial del grupo BAIC, es el productor número 1 en su país, fabrica camiones, autobuses, tractores, maquinaria agrícola y de construcción y, más recientemente, pickups con sus marcas Auman, AUV, Aumark, MP-X, Midi, View, Saga, Ollin, SUP, Rowor, Tunland y Forland. La compañía tiene alianzas en dos empresas conjuntas: la primera es con el constructor de motores estadounidense Cummins, que desarrolla los motores de la serie ISF, en una alianza de riesgo compartido 50/50, con capacidad de 400.000 motores por año. La segunda es con el fabricante alemán Daimler AG, llamada Beijing Foton Daimler Automobile Co., Ltd.; los productos de esta empresa conjunta llevan la submarca Auman y comparten sus tecnologías en motores, cajas y suspensiones.

### Actualidad
Foton puso en servicio en agosto de 2015 una planta de ensamblaje en Funza, Cundinamarca, cerca de Bogotá, Colombia, con la idea de hacerse partícipe del gran crecimiento del mercado centro y suramericano; esta ensambladora produce la camioneta pickup Foton Tunland y producirá la camioneta SUV Foton Toplander.
Foton ha anunciado el inicio de la construcción de una planta de autobuses en Brasil, en el Estado de Bahia, como parte en sus planes de globalización. Además, esta compañía planea la construcción de una fábrica en Maharastra, India.
Tafalla, fruto del acuerdo de colaboración entre el Gobierno de Navarra y Foton Motor contará ahora con una fábrica de autobuses todo-eléctricos del modelo Foton BJ6123EVCA, los cuales tienen una capacidad para 63 pasajeros (27 sentados y 36 de pie), para uso en sistemas de plataformas de acceso baja.